# Mbérina
Mbérina ist ein Fluss auf Anjouan, einer Insel der Komoren in der Straße von Mosambik.

## Geographie
Der Fluss entspringt oberhalb von Vassy am Hang des Paharoni-Kammes im Westen von Anjouan. Er verläuft in einer steilen Schlucht nach Süden und mündet nach kurzem Lauf in den Vassi.